# Der Sanierungsberater
Der Sanierungsberater (SanB) ist eine seit Anfang 2020 erscheinende interdisziplinäre Fachzeitschrift in den Bereichen Restrukturierung und Sanierung. Die Zeitschrift erscheint vierteljährlich und informiert über Entwicklungen in Gesetzgebung, Rechtsprechung und Praxis. Die gedruckte Auflage beträgt etwa 1500 Exemplare.
Der Sanierungsberater ist ein Teil der R&W-Online Datenbank.

## Inhalt
Der interdisziplinäre Sanierungsberater informiert über aktuelle Entwicklungen sowohl im Bereich der Sanierung und Restrukturierung als auch im Insolvenzrecht. In Fachaufsätzen sowie Anmerkungen zu relevanten Gerichtsentscheidungen wird über aktuelle Entwicklungen im internationalen, europäischen und deutschen Recht berichtet. Die neuesten Entscheidungen werden vorab in Leitsätzen veröffentlicht, ebenso wird über geplante Rechtsvorhaben und Gesetzesänderungen berichtet.

## Zielgruppe
Zur Zielgruppe gehören Unternehmensberater, Rechtsanwälte, Steuerberater, Sanierungsberater, Insolvenzverwalter, Wirtschaftsprüfer, Vorstände, Geschäftsführer, Aufsichtsräte und Unternehmer.

## Verlag
Die Zeitschrift wird vom Deutschen Fachverlag (auch: dfv Mediengruppe) herausgegeben. Die interdisziplinär zusammengesetzte Redaktion hat ihren Sitz in Hamburg.